# Innes Cuthill
Innes C. Cuthill (nascut el 1960) és un professor d'ecologia del comportament a la Universitat de Bristol. La seva recerca se centra en el camuflatge i, concretament, en com evoluciona en resposta a la visió en color d'altres animals, incloent-hi els depredadors.

## Biografia
Innes Cuthill estudià a la University College School de Londres. El 1982 es graduà en Zoologia per la Universitat de Cambridge i el 1985 es doctorà per la Universitat d'Oxford. Treballà a Oxford fins al 1989, quan fou nomenat professor a la Universitat de Bristol. El 1998 esdevingué catedràtic. Entre el 2008 i el 2012 fou cap de l'Escola de Ciències Biològiques. Segons ell, «porto dos barrets, un d'ecòleg del comportament i un altre d'ecòleg sensorial», que conflueixen en un intent d'explicar «el disseny de les formes i funcions dels animals a través de la selecció natural». La seva recerca se centra en l'evolució del camuflatge d'un tipus d'animal, com ara les preses, en resposta a la visió en color d'un altre tipus d'animal, com ara els depredadors.

## Obres
Cuthill ha contribuït a més de 180 articles científics, majoritàriament sobre la visió i el camuflatge, tot i que també ha escrit sobre l'ús d'estadístiques en biologia, àmbit en el qual té més de 1.600 citacions, i sobre directives per informar de l'ús d'animals en la recerca, àmbit en el qual té més de 2.000 citacions.

## Premis i distincions
El 1998 fou guardonat amb la Medalla Científica de la Societat Zoològica de Londres i el 2005 amb el premi de Nature i NESTA a la mentoria científica. Entre el 2007 i el 2010 presidí l'Association for the Study of Animal Behaviour. Donà la Conferència Tinbergen del 2014 i guanyà la Medalla ASAB del 2018 per les seves contribucions a la ciència del comportament dels animals.